# Tchertanovo Ioujnoïe
Tchertanovo Ioujnoïe (Муниципальный округ Чертаново Южное, « Tchertanovo sud ») est un district administratif du district administratif sud de Moscou, existant depuis 1991.
Tout comme les districts de Tchertanovo Severnoïe et de Tchertanovo Tsentralnoïe, il tire son nom du village de Tchertanovo.
Il est devenu une partie du territoire de la ville en 1960, avec l'achèvement du MKAD.

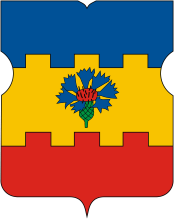
Armes du district
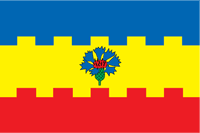
Drapeau du district